# Beauvais (municipi de l'Oise)
Beauvais és un municipi francès, capital del departament de l'Oise a la regió dels Alts de França. L'any 2005 tenia 54.100 habitants. A la vora del Thérain, és un nucli industrial molt important per la confecció de tapissos, sobretot des que el 1664 Colbert hi fundà la important Manufacture de Tapisseries de Beauvais. La catedral nova de Sant Pere, gòtica, malgrat ésser incompleta, és una de les més importants de França.